# Pazifische Hurrikansaison 2019
[veraltet]
Die pazifische Hurrikansaison 2019 begann im östlichen Pazifik offiziell am 15. Mai und im Zentralpazifik am 1. Juni; sie endete am 30. November. Innerhalb dieser Periode bilden sich üblicherweise die meisten tropischen Wirbelstürme, da nur zu dieser Zeit geeignete Bedingungen existieren, wie etwa ein warmer Ozean, feuchte Luft und wenig Windscherung, um die Bildung von tropischen Wirbelstürmen zu ermöglichen. Alle Stürme, die sich nördlich des Äquators und östlich von 180°W bilden, gehören zu diesem Becken. Stürme, die sich weiter westlich bilden, werden nicht mehr Hurrikane, sondern Taifune genannt.
Obwohl das ostpazifische Becken nach dem Westpazifik das zweitaktivste Entstehungsgebiet tropischer Wirbelstürme in der Welt ist, bedrohen die meisten Stürme kein Land, da sie meistens auf den offenen Ozean hinaussteuern. Nur wenige Stürme schlagen eine Kurve nach Osten oder Nordosten ein und bedrohen dann vor allem die mexikanische Küste.
Die Saison 2019 hatte einen langsamen Start, da sich während des Monats Mai kein tropisches System gebildet hat, zum ersten Mal seit 2016, und es ist (abgesehen von Hurrikan Pali im Januar 2016) das erste Mal seit 2011, dass sich vor dem Monat Juni kein tropischer Sturm bildete. Die Hurrikansaison 2019 hat mit dem 25. Juni den spätesten Beginn seit der Verfügbarkeit verlässlicher Aufzeichnungen im Jahr 1971.
Tropische Wirbelstürme im Atlantischen Ozean siehe im Artikel: Atlantische Hurrikansaison 2019.

## Saisonvorhersagen
| Rekordjahre               | Rekordjahre               | Benannte Stürme | Hurrikane | Schwere Hurrikane  | Beleg |
| ------------------------- | ------------------------- | --------------- | --------- | ------------------ | ----- |
| Durchschnitt (1981–2010): | Durchschnitt (1981–2010): | 15,4            | 7,6       | 3,2                | [ 1 ] |
| – höchste Aktivität:      | – höchste Aktivität:      | 1992: 27        | 2015: 16  | 2015: 11           |       |
| – niedrigste Aktivität:   | – niedrigste Aktivität:   | 2010: 8         | 2010: 3   | 2003: 0            |       |
| Datum                     | Quelle                    | Benannte Stürme | Hurrikane | schwere Hurrikan17 | Beleg |
| 15. Mai 2019              | SMN                       | 19              | 11        | 6                  | [ 2 ] |
| 23. Mai 2019              | NOAA                      | 15–22           | 8–13      | 4–8                | [ 3 ] |
|                           | Gebiet                    | benannte Stürme | Hurrikane | schwere Hurrikane  |       |
| tatsächliche Aktivität:   | Ostpazifik                | 17              | 7         | 4                  |       |
| tatsächliche Aktivität:   | Zentralpazifik            | 2               | 0         | 0                  |       |
| tatsächliche Aktivität:   | gesamt                    | 19              | 7         | 4                  |       |

Am 15. Mai 2019 gab der Servicio Meteorológico Nacional (SMN) seine Vorhersage für die Saison bekannt. Sie lautete auf 19 benannte Stürme, elf Hurrikane und sechs schwere Hurrikane. Die National Oceanic and Atmospheric Administration (NOAA) veröffentlichte ihre jährliche Vorhersage am 23. Mai und ging mit einer siebzigprozentigen Wahrscheinlichkeit von einem überdurchschnittlichen Saisonverlauf sowohl im östlichen als auch im zentralen Pazifischen Ozean aus, mit 15–22 benannten Stürmen, 8–13 Hurrikanen und 4–8 schweren Hurrikanen. Die NOAA begründete ihre Vorhersage mit einem Anhalten des El Niño während der Saison, wodurch die vertikale Windscherung im Entstehungsgebiet reduziert wird und die Meeresoberflächentemperatur erhöht wird. Beides trägt zur verstärkten tropischen Aktivität bei. Außerdem erwarteten zahlreiche globale Vorhersagemodelle eine weiterhin positive Pazifische Dekaden-Oszillation (PDO), eine Phase eines mehrere Jahrzehnte umfassenden Zyklus mit überdurchschnittlich warmen Meeresoberflächentemperaturen, der 2014 begonnen hat, im Gegensatz zu dem Zeitraum 1995–2013, in dem die Aktivität allgemein niedrig war.

## Saisonübersicht

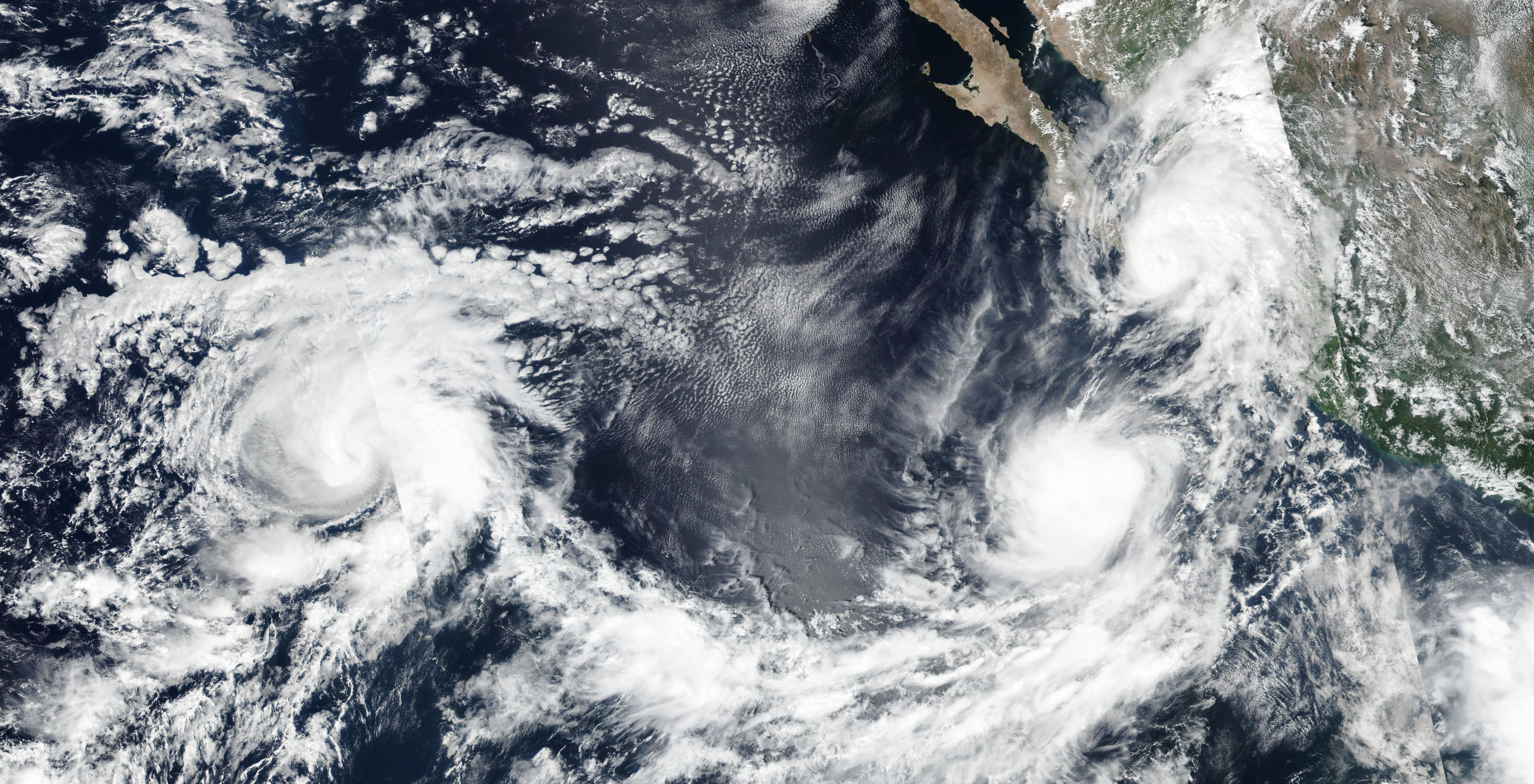
Am 20. September 2019 waren im östlichen Pazifischen Ozean drei tropische Wirbelstürme gleichzeitig aktive: Kiko (links), Mario (rechts unten) und Lorena (rechts oben)

Die Saison begann offiziell am 15. Mai im östlichen Pazifik und am 1. Juni im zentralen Pazifik; sie endete jeweils am 1. November. Die Aktivität war anfänglich langsam, denn das erste tropische Tiefdruckgebiet bildete sich erst am 25. Juni. Der stärkste Sturm der Saison war Hurrikan Barbara, der seine Spitzenintensität am 2. Juli am oberen Ende der Kategorie 4 erreichte. Die Saison wurde im Juli aktiver, als sich fünf tropische Stürme bildeten, von denen zwei sich zu Hurrikans intensivierten, einer davon war Hurrikan Erick, der am 31. Juli zum zweiten Kategorie-4-Hurrikan der Saison wurde. Die tropische Aktivität im August war gedämpft, als nur drei tropische Stürme entstanden, von denen keiner Hurrikanstärke erreichte.
Am ersten Septembertag bildete sich mit Hurrikan Juliette der dritte schwere Hurrikan der Saison. Außerdem setzte die tropische Aktivität im zentralen Pazifischen Ozean ein, als sich am 3. September der Tropische Sturm Akoni bildet. Nach einer fünftägigen Phase der Ruhe entstand am 12. September mit Hurrikan Kiko der dritte Kategorie-4-Hurrikan der Saison und nochmals fünf Tage später entstanden der Tropische Sturm Mario und Hurrikan Lorena. Ende September wurde der Tropische Sturm Narda der fünfte benannte Sturm des Monats, womit der Monat zu den aktivsten Septembermonaten aller pazifischen Hurrikansaisons gehört, neben den Saisons der Jahre 1966, 1992, 1994, 1997 und 2005.
Während des Oktobers entstanden drei tropische Stürme, nämlich zunächst am 12. Oktober Ema, womit sich zum ersten Mal seit 2016 mehr als ein tropischer Sturm im zentralen Pazifik bildete. Am 17. Oktober bildete sich Octave fernab vom Land am 17. Oktober, und am 20. Oktober entstand Priscilla. Am 15. November bildete sich mit dem Tropischem Sturm Raymond der letzte benannte Sturm der Saison.
Die Accumulated Cyclone Energy (ACE) der Pazifischen Hurrikansaison 2019 belief sich auf 83,56 im östlichen Pazifischen Ozean und 14,4275 im zentralen Pazifischen Ozean. Die ACE insgesamt war 97,9875.

## Stürme

### Tropischer Sturm Alvin
Am 19. Juni sagte das National Hurricane Center (NHC) erstmals die Bildung eines Tiefdruckgebietes vor der südwestlichen Küste von Mexiko innerhalb weniger Tage voraus. Ein Gebiet kaum organisierter Schauer und Gewitter, das mit einer westwärts ziehenden tropischen Welle verbunden war, entwickelte sich in der Region am 22. Juni, und einen Tag später bildete sich ein damit verbundenes Tiefdruckgebiet. In den folgenden Tagen organisierte sich das System nach und nach, während es in westnordwestlicher Richtung zog und sich von der Küste Mexikos entfernte. Am 25. Juni um 21:00 UTC hatte die Störung ausreichend Konvektion und ein ausreichend definiertes Zentrum aufgebaut, um als erstes tropisches Tiefdruckgebiet der Pazifischen Hurrikansaison 2019 klassifiziert zu werden. Das Tiefdruckgebiet verstärkte sich langsam und wurde achtzehn Stunden später zum tropischen Sturm hochgestuft und erhielt den Namen Alvin.
Der Sturm wurde von einem Rücken nach Western gesteuert und begann in einer günstigeren Umgebung sich zu organisieren. Sehr tiefe Konvektion brach über dem Zentrum aus, und Alvin wurde am 28. August um 00:00 Uhr UTC zu einem minimalen Kategorie-1-Hurrikan und bildete ein Auge mit einem Durchmesser von 15 km aus. Nach dem Erreichen der Spitzenintensität gelangte der Hurrikan über kühleres Wasser und traf auf zunehmende Windscherung. Alvin verlor am 29. Juni um 06:00 Uhr UTC die tiefe Konvektion und degenerierte westsüdwestlich von Baja California Sur in ein Resttief. Das Resttief verlagerte sich westwärts und löste sich etwa einen Tag später auf.

### Hurrikan Barbara
Weniger als eine Woche nach der Welle, aus der Alvin hervorging, löste sich am 18. Juni eine neue tropische Welle von Westafrika. Auf ihrem Weg über den tropischen Atlantik blieb sie weitgehend unorganisiert. Sie erreichte den östlichen Pazifik am 26. Juni. Im Laufe der nächsten Tage organisierte sich die Störung und hatte sich um 06:00 UTC am 30. Juni zum Tropischen Sturm Barbara entwickelt, wobei das System bei seiner Entstehung bereits Winde in Sturmstärke aufwies. Der Sturm zog rasch nach Westen und kämpfte in einer Umgebung mit starker Windscherung und trockener Luft um seine Intensivierung. Am 1. Juli konnte sich Barbara dank inzwischen günstigerer Bedingungen besser entwickeln und wurde so an dem Tag um 18:00 Uhr UTC zum Hurrikan. Hurrikan Barbara intensivierte sich rapide und erreichte am 3. Juli um 00:00 Uhr UTC seinen Höhepunkt in der Kategorie 4 der Saffir-Simpson-Hurrikan-Windskala mit andauernden Spitzenwindgeschwindigkeiten vom 250 km/h. Zu diesem Zeitpunkt wies der Sturm ein über 20 km großes Auge auf, das von einer dichten Wolkendecke (Central Dense Overcast) und zahlreichen Regenbändern umgeben war. Eine Kurve nach Nordwesten brachte den Hurrikan über kühleres Wasser und mit trockenerer Luft in Kontakt, sodass sich der Hurrikan im Laufe des 5. Juli rasch abschwächte.

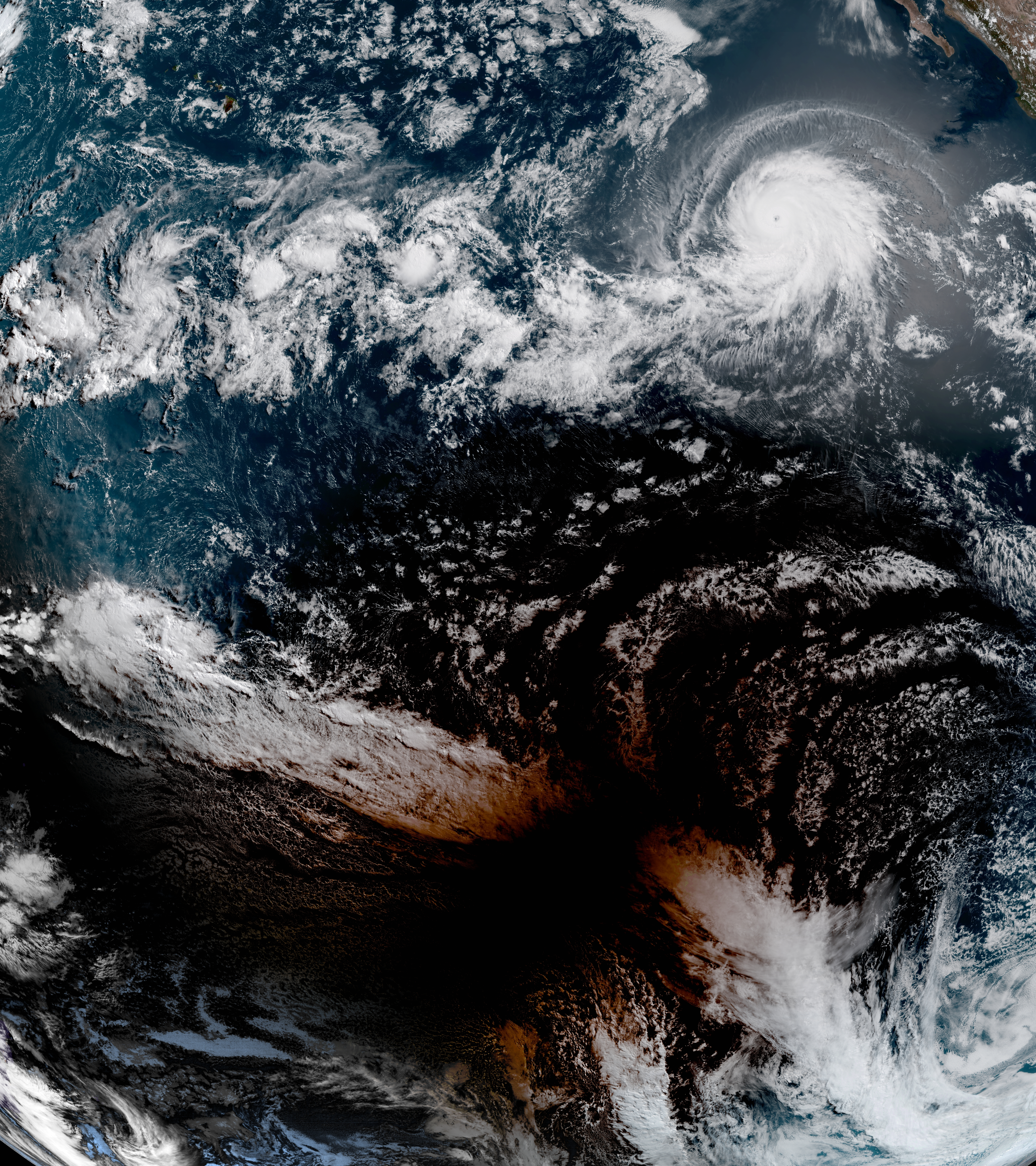
Oben Hurrikan Barbara und darunter der Mondschatten der Sonnenfinsternis am 2. Juli 2019 im Pazifik

Schon am 6. Juli um 00:00 Uhr UTC hatte Barbara die tropischen Eigenschaften verloren und war nur noch ein Resttief. Dieses zog weiter nach Westen und löste sich am 8. Juli östlich von Hawaii in einem Trog auf.
Barbaras Reste passierten Big Island am 8. Juli südlich in einer Entfernung von rund 190 km. Sie führten auf der windzugewandten Seite der Insel und ihrer Nachbarinsel Maui zu heftigen Schauern. Der dieses Resttief begleitende Wind wurde von Hawaiian Electric Industries als wahrscheinliche Ursache von Stromausfällen von etwa 45.000 Stromkunden angegeben.

### Tropischer Sturm Cosme
Am 23. Juni verließ Afrika eine weitere tropische Welle, die nach ihrer Atlantiküberquerung am 2. Juli den östlichen Pazifischen Ozean erreichte. Der günstige Einfluss einer Kelvinwelle und der Madden-Julian-Oszillation erlaubte es der Störung sich zu organisieren. Sie entwickelte sich nach und nach, bis sie am 6. Juli um 12:00 Uhr UTC zum tropischen Sturm erklärt wurde und den Namen Cosme erhielt. Anormal hoher Luftdruck außerhalb half bei der Beschleunigung der Sturmwinde, die schon bei der Entstehung in der Spitze 85 km/h erreichten. Schon kurz darauf sorgte kühleres Wasser, trockene Luft und Windscherung für einen Halt bei der Entwicklung des Sturms, sodass dieser sich abschwächte, während er eine nordwestliche Zugbahn einschlug. Am 8. Juli um 00:00 Uhr UTC degenerierte Cosme zu einem Resttief. Dieses Tief wendete sich dann nach Westen, bevor es sich früh am 11. Juli in einen Trog auflöste.

### Tropisches Tiefdruckgebiet Vier-E
Der tropischen Welle, aus der Cosme hervorging, folgte eine Woche später eine andere. Diese gelangte am 8. Juli in den Ostpazifik, doch blieb sie auf ihrem Weg westwärts einige Tage lang unorganisiert. Schließlich entwickelte sich die Welle am 12. Juli zu einem Tiefdruckgebiet, das sechs Stunden später tropische Eigenschaften entwickelte. Das System befand sich über sehr warmen Meeresoberflächen, doch der Einfluss mäßiger Windscherung verhinderte die Entwicklung. Am 12. Juli begannen andauernde Höhenwinde, die Konvektion des Systems wegzuscheren. Das System zerfiel am 14. Juli um 00:00 Uhr UTC südsüdwestlich von Baja California Sur in ein Resttief. Dieses erzeugte zwar noch gelegentliche Konvektionsausbrüche, als es weiter in westnordwestliche Richtung zog, doch löste es sich schließlich früh am 15. Juli völlig auf.

### Tropischer Sturm Dalila
Eine tropische Welle, die sich am 8. Juli von Afrika entfernte, zeigte bereits einige Anzeichen von Entwicklung, bevor sie das westliche Karibische Meer erreichte. Sie zog weiter in den östlichen Pazifischen Ozean und bildete am 22. Juli gegen 06:00 Uhr UTC ein tropisches Tiefdruckgebiet. Die Zyklone blieb während ihrer Existenz weitgehend unorganisiert, da ihr nördliche Windscherung und das in ihrer nördlichen Zugrichtung immer kühlere Wasser zu schaffen machten. Die Entstehung von spiralförmigen Wolkenbändern erlaubte allerdings die Entstehung des Tropischen Sturms Dalila am 23. Juli um 06:00 Uhr UTC. Dalila erreichte ihren Höhepunkt mit Windgeschwindigkeiten von 75 km/h sechs Stunden später. Weiter über kühlem Wasser unterwegs verlor Dalila an Stärke und zerfiel am 25. Juli um 12:00 Uhr UTC in ein Resttief. Dieses driftete nach Westen und löste sich am 26. Juli völlig auf.

### Hurrikan Erick
Der Ursprung von Hurrikan Erick ist eine tropische Welle, die sich am 12. Juli von der Küste Westafrikas löste. Sie erreichte den östlichen Pazifischen Ozean Ende Juli, als die Konvektion durch die Anwesenheit einer sehr starken Kelvinwelle aufblühte. Mäßige Windscherung verlangsamte den Entwicklungsprozess, doch schließlich bildete sich am 27. Juli gegen 12:00 Uhr UTC ein tropisches Tiefdruckgebiet, das sich sechs Stunden später zum tropischen Sturm verstärkte. Trockene Luft und die Auswalzung des Zentrums gleichermaßen verlangsamten die Organisierung des Systems kurz nach der Entstehung, aber eine Verlagerung des Zentrums brachte den Sturm in eine günstige Umgebung. Erick intensivierte sich am 29. Juli um 18:00 Uhr UTC zu einem Hurrikan, womit eine Periode der rapiden Intensivierung einsetzte, da die Windgeschwindigkeit innerhalb von 24 Stunden um 85 km/h zunahm. Dieser Sprung der Intensität, kurz nachdem Erick den zentralen Pazifik erreicht hat, brachte Erick am 30. Juli um 18:00 UHr UTC zu seinem Höhepunkt als Kategorie-4-Hurrikan mit Windgeschwindigkeiten von 215 km/h. Danach schwächte sich der Wirbelsturm ab, während er südlich an Hawaii vorbeizog, bis Erick sich am 5. August um 00:00 Uhr UTC in ein Resttief abschwächte und sich im Tagesverlauf auflöste.

### Hurrikan Flossie
Eine tropische Welle entfernte sich am 16. Juli von Afrika und kam acht Tage später im Pazifischen Ozean an. Die Störung ballte sich südlich von Mexiko zusammen und organisierte sich am 28. Juli um 12:00 Uhr UTC in ein tropisches Tiefdruckgebiet. Dieses intensivierte sich, während es rasch in westnordwestlicher Richtung zog, früh am 29. Juli zum Tropischen Sturm Flossie und am nächsten Tag zu Hurrikan Flossie. Nach dem Erreichen der Spitzenintensität mit Windgeschwindigkeiten von 130 km/h schwächte sich der Sturm wegen zunehmender westlicher Windscherung ab. Diese ungünstigen Höhenwinde ließen am 1. August nach, wodurch Flossies Intensität am nächsten Tag schwankte. Am 3. August setzte dann ein kontinuierlicher Trend zur Abschwächung ein. Das System degenerierte am 6. August um 00:00 Uhr UTC nördlich von Hawaii zu einem Resttief. Es zog nordnordwestwärts und löste sich am nächsten Morgen auf.

### Tropischer Sturm Gil
Am 28. Juli wurde ein Gebiet gestörten Wetters, dessen Weg über den Atlantischen Ozean nicht zweifelsfrei zurückverfolgt werden konnte, über Zentralamerika beobachtet. Am letzten Julitag entstand ein ausgedehntes Tiefdruckgebiet, das in westnordwestlicher Richtung zog und sich bis zum 3. August um 06:00 Uhr UTC so weit organisierte, um als tropisches Tiefdruckgebiet klassifiziert zu werden. Das System wandte sich in nordwestlicher Richtung, wo es in den Einfluss ungünstiger Windscherung gelangte. Dennoch intensivierte sich das System am 3. August um 18:00 Uhr UTC zum tropischen Sturm, dem das NHC den Namen Gil gab. Das Zentrum lag am westlichen Rand der Gewittertätigkeit. Gil schaffte es allerdings nicht, mehr als nur die Stärke eines minimalen Sturmes zu erreichen, sondern verlor infolge trockener Luft sein Konvektionsmuster. In der Folge degenerierte Gil am 5. August um 00:00 Uhr UTC ein gutes Stück westsüdwestlich von Baja California Sur in ein Resttief. Es löste sich am nächsten Morgen auf.

### Tropischer Sturm Henriette
Eine heftige tropische Welle verließ Afrika am 28. Juli und zog westwärts über den Atlantik. Sie organisierte sich beinahe über der östlichen Karibik in ein tropisches Tiefdruckgebiet, verlor aber ihre Organisierung. Stattdessen wechselte sie am 9. August in den östlichen Pazifik. Die folgende Interaktion mit einer Monsunrinne führte zur Bildung eines Tiefdruckgebietes, dass sich am 12. August um 00:00 Uhr UTC südlich von Baja California Sur in ein tropisches Tiefdruckgebiet weiterentwickelte. Zunehmende Gewittertätigkeit führte dazu, dass das System sechs Stunden später zum Tropischen Sturm Henriette erklärt wurde. Henriette erreichte Spitzenwindgeschwindigkeiten von 75 km/h, bevor die Kombination von kühleren Gewässern und trockener Luft die Abschwächung einleitete. Henriette degenerierte gegen 12:00 Uhr UTC am 13. August in ein Resttief, das sich zwei Tage später vollständig auflöste.

### Tropischer Sturm Ivo
Zwei tropische Wellen überquerten den tropischen Atlantischen Ozean in kurzer Folge. Die erste davon erzeugte am 6. August über dem östlichen Pazifischen Ozean ein Tiefdruckgebiet, während die zweite die Konvektion befeuerte. Die Störung intensivierte sich nach und nach und wurde am 21. August um 06:00 Uhr UTC als tropisches Tiefdruckgebiet klassifiziert. Sechs Stunden später intensivierte sich das System zum tropischen Sturm und erhielt den Namen Ivo. Günstige atmosphärische Bedingungen erlaubten Ivo in den folgenden Tagen die Intensivierung bis zum Erreichen der Spitzenintensität früh am 22. August mit andauernden Windgeschwindigkeiten von 110 km/h, als ein Auge in mittlerer Höhe auf Mikrowellenaufnahmen erkennbar wurde. Obwohl zunehmende Windscherung zu einer langsamen Abschwächung führte, zog Ivo nahe an der Isla Clarión vorbei und erzeugte dort andauernde Windgeschwindigkeiten von 98 km/h und Böen bis 122 km/h. Da der Sturm über kühleres Wasser zog, setzte sich die Abschwächung fort. Ivo schwächte sich am 25. August um 06:00 Uhr UTC zu einem Resttief ab. Dieses mäandrierte noch eine Weile, bevor es sich am 27. August westlich von Baja California Sur auflöste.

### Hurrikan Juliette
Am 18. August löste sich eine tropische Welle von Afrika, die ohne Anzeichen auf eine Entwicklung über den Atlantik zog und am 27. August den östlichen Pazifik erreichte. Ein ausgedehntes Tiefdruckgebiet bildete sich und führte zusammen mit erhöhter Konvektionsaktivität zur Bildung des Tropischen Sturms Juliette am 1. September um 00:00 Uhr UTC. Der neu gebildete Sturm organisierte sich angesichts günstiger Bedingungen rasch und wurde am 2. September um 12:00 Uhr UTC zum Hurrikan. Infolge rapider Intensivierung erreichte Juliette innerhalb eines Tages die Kategorie 3 mit Spitzenwindgeschwindigkeiten von 205 km/h. Danach kollabierte die Eyewall des Hurrikans, womit eine permanente Abschwächung einsetzte. Juliette zerfiel am 7. September um 06:00 Uhr UTC westlich von Niederkalifornien in ein Resttief. Es driftete noch nach Westen und löste sich früh am 9. September auf.

### Tropischer Sturm Akoni
Früh am 4. September begann das NHC mit der Verfolgung eines sich rasch entwickelnden Tiefdruckgebietes etwa 1770 km ostsüdöstlich von Big Island. Bereits wenige Stunden später, nach einer plötzlichen Zunahme der Konvektion, organisierte sich das System zum Tropischen Tiefdruckgebiet Zwölf-E, bevor es in den zentralen Pazifischen Ozean zog. Es intensivierte sich langsam und erreichte schließlich Sturmstärke, worauf es den Namen Akoni erhielt. Das System hatte Schwierigkeiten sich weiter zu organisieren, starke Windscherung forderte ihren Tribut, und deswegen zerfiel der Sturm am 6. September rasch in ein Resttief.
Akoni ist einer von nur sieben tropischen Wirbelstürmen, die sich im östlichen Pazifischen Ozean als tropisches Tiefdruckgebiet bildeten und erst im zentralen Pazifischen Ozean benannte Stürme wurden.

### Hurrikan Kiko
Der letzte schwere Hurrikan der Saison hatte seinen Ursprung in einer tropischen Welle, die Afrika am 27. August verließ und am 7. September den Pazifischen Ozean erreichte, wo sie am 12. September um 06:00 Uhr UTC ein tropisches Tiefdruckgebiet hervorbrachte. Zwölf Stunden später verstärkte sich das Tief zum tropischen Sturm und erhielt den Namen Kiko. Das System hatte zunächst Schwierigkeiten, sich zu organisieren und bildete sein Zentrum mehrfach neu. Ab dem 14. September um 00:00 Uhr UTC begann sich Kiko rapide zu intensivieren, bis Kiko etwas weniger als einen Tag später in der Kategorie 4 mit andauernden Windgeschwindigkeiten von 215 km/h den Höhepunkt erreichte. Zu dem Zeitpunkt wies Kiko auffällige Wolkenspiralbänder auf, die in eine dichte Zentralbewölkung mündeten und ein großes sichtbares Auge. Danach schwankte die Intensität des Hurrikans wegen sich ändernder atmosphärischer Bedingungen, während der Hurrikan sinuskurvenartig über den Pazifik zog. Der Sturm verlor schließlich am 24. September seine tiefe Konvektion und degenerierte an dem Tag um 18:00 UTC in ein Resttief. Dieses zog nach Westen und löste sich am 27. September auf.

### Hurrikan Lorena
Eine starke tropische Welle verließ Afrika am 4. September und erreichte den östlichen Pazifik am 16. September. Die Störung organisierte sich über dem Wasser rasch und wurde nordwestwärts ziehend am 17. September um 06:00 Uhr UTC zum Tropischen Sturm Lorena erklärt. Am 19. September verstärkte sich Lorena zum Hurrikan. Dieser zog sehr nahe an der Küste von Jalisco entlang und machte sechs Stunden später unweit von Chatmela-Cuixmala mit Windgeschwindigkeiten von 120 km/h Landfall. Lorena schwäche sich ab und gelangte erneut über Wasser, wurde zum zweiten Mal zum Hurrikan mit Spitzenwindgeschwindigkeiten von 140 km/h und zeigte spät am 20. September auf Satellitenbildern ein Auge. Der Wirbelsturm traf mit nur wenig reduzierter Stärke am 21. September um 03:00 Uhr UTC bei La Ventana auf Niederkalifornien. Lorena schwächte sich dann ab, bog nach Norden und traf am 22. September gegen 12:00 Uhr UTC zum dritten Mal auf das mexikanische Festland. Lorena zerfiel in ein Resttief ohne Zirkulation und löste sich sechs Stunden später auf.

### Tropischer Sturm Mario
Die tropische Welle, die im Atlantischen Ozean bereits den Tropischen Sturm Gabrielle erzeugte, verließ Afrika am 30. August und gelangte am 13. September über den östlichen Pazifischen Ozean. Die Welle entwickelte sich am 17. September gegen 12:00 Uhr UTC zu einem tropischen Tiefdruckgebiet und zwölf Stunden später zum Tropischen Sturm Mario. Obwohl sich Mario in der Nähe des sich ebenfalls verstärkenden Tropischen Sturms Lorena befand und deswegen von Lorenas Ausströmung stark geschert wurde, intensivierte sich Mario zu seinem Höhepunkt spät am 18. September mit Windgeschwindigkeiten von 110 km/h. Der Sturm zog nordwärts über den Pazifik, und schon kurze Zeit später verstärkten sich die Höhenwinde und führten am 23. September um 00:00 Uhr UTC zur Abschwächung des Sturmes in ein Resttief. Dieses zog parallel zur Küste Niederkaliforniens, bevor es am 24. September sich nach Osten wandte und kurz vor dem Erreichen der Küste auflöste.

### Tropischer Sturm Narda
Der tropische Wirbelsturm mit den meisten Todesopfern im östlichen Pazifischen Ozean hatte seinen Ursprung in einer tropischen Welle, die sich am 15. September von Afrika löste. Sie erreichte am 26. September den Pazifik, wo sie sich in die Innertropische Konvergenzzone eingebettet organisierte. Am 29. September gegen 00:00 Uhr bildete sich in der Folge ein tropischer Sturm. Der frisch entstandene Wirbelsturm zog schnell nach Nordwesten und gelangte nordöstlich von Lázaro Cárdenas, Michoacán, am 29. September um 14:00 Uhr UTC mit Windgeschwindigkeiten von 75 km/h über Land. Infolge des bergigen Geländes schwächte sich Narda leicht ab, doch die große Zirkulation und nicht-orographische Effekte halfen dem System, die Sturmstärke der Winde zu erhalten. Der Sturm reintensivierte sich sofort, nachdem er wieder über Wasser war und erreichte seinen Höhepunkt mit andauernden Windgeschwindigkeiten von 85 km/h und bildete in mittlerer Höhe ein Augenmerkmal aus. Nach einem zweiten Landfall Nardas bei Las Glorias am 1. Oktober um 00:00 Uhr UTC mit Spitzenintensität schwächte sich der Sturm über Land sehr schnell ab und löste sich sechs Stunden später über dem südlichen Sonora auf.
Narda brachte Starkregenfälle mit sich, die im Südwesten Mexikos zu Überflutungen führten. Zwei Personen wurden durch die Auswirkungen des Sturms in Oaxaca, eine in Colima und eine in Guerrero getötet.

### Tropischer Sturm Ema
Einige hundert Kilometer westlich von Hawaii bildete sich am 12. Oktober ein Tiefdruckgebiet, dem vom Central Pacific Hurricane Center zunächst nur eine geringe Chance auf Entwicklung eingeräumt wurde; das System organisierte sich aber im Tagesverlauf rasch. Der Wind erreichte Sturmstärke und folglich stufte das CPHC das System um 15:00 UTC als tropischen Sturm ein und gab ihm den Namen Ema. Emas Existenz war kurzlebig, da starke Windscherung die Abschwächung einleitete. Der Sturm zerfiel am 14. Oktober in ein Resttief.

### Tropischer Sturm Octave
Am 17. Oktober um 12:00 UTC bildete sich innerhalb der Monsunrinne über dem östlichen Pazifik ein Tiefdruckgebiet. Das Tief driftete westsüdwestwärts und nahm zum 17. Oktober tropische Eigenschaften an. Zwölf Stunden später intensivierte sich das System zum Tropischen Sturm Octave. Der kleine Sturm erreichte seine Spitzenintensität mit Windgeschwindigkeiten von 75 km/h, bevor er nordwärts in eine Umgebung mit trockener Luft zog und sich deswegen abschwächte. Octave degenerierte am 19. Oktober gegen 18:00 UTC in ein Restief, das zunächst ostnordostwärts und später südsüdwestwärts zog. Es löste sich zwei Tage später unweit der Stelle auf, wo es sich entwickelte.

### Tropischer Sturm Priscilla
Am 3. Oktober verließ eine weitere tropische Welle Afrika. Über dem Karibischen Meer teilt sich die Welle. Aus dem nördlichen Teil entstand der atlantische Tropische Sturm Nestor. Der südliche Teil setzte seinen Weg in den östlichen Pazifik fort. Hier bildete sich am 20. Oktober um 00:00 UTC ein tropisches Tiefdruckgebiet, das sich sechs Stunden später zum Tropischen Sturm Priscilla entwickelte und nordwärts zog. Der Sturm verbrachte nur wenig Zeit über dem Meer und sah sich mäßiger östlicher Windscherung ausgesetzt. Rasch zog er in der Nähe von Cuyutlán, Colima, am 20. Oktober um 19:30 UTC als minimaler tropischer Sturm über Land. Dort schwächte sich der Wirbelsturm rasch ab und hatte sich am 21. Oktober um 06:00 UTC über dem zerklüfteten Terrains des südwestlichen Mexiko ausgelöst.
Priscilla und die vorausgehende Störung lösten in Manzanillo und Umgebung starke Überflutungen und Erdrutsche aus.

### Tropischer Sturm Raymond
Noch eine andere tropische Welle hatte Afrika am 27. Oktober verlassen. Diese gelangte am 6. November in den östlichen Pazifik, wo sie durch einen Fallwind im Golf von Tehuantepec und eine ostwärts wandernden Kelvinwelle verstärkt wurde und so am 14. November um 12:00 UTC ein tropisches Tiefdruckgebiet erzeugte. Es zog nordwärts und nordnordwestwärts, blieb wegen mäßiger nordwestlicher Windscherung aber zunächst weitgehend unorganisiert. Am 15. November um 06:00 UTC intensivierte sich das Tiefdruckgebiet zum Tropischen Sturm Raymond. Er erreichte seine Spitzenintensität mit Windgeschwindigkeiten von 85 km/h im Tagesverlauf, bevor sich von Südwesten erhöhte Windscherung bemerkbar machte. Raymond zerfiel langsam und löste sich am 18. November um 00:00 UTC südlich von Niederkalifornien auf.
Die Reste des Sturms brachten Starkregen nach Südkalifornien und Arizona, sodass für 13 Millionen Bewohner von Warnungen vor Sturzfluten betroffen waren; der Niederschlag brachte Erleichterungen in die ungewöhnlich trockenen Bedingungen in Südkalifornien seit Mai 2019 und in höheren Lagen starke Schneefälle.

### Tropisches Tiefdruckgebiet Einundzwanzig-E
Am 2. November, ungewöhnlich spät in der Saison, löste sich eine tropische Welle von Westafrika und zog westwärts. Sie gelangte am 12. November in den östlichen Pazifischen Ozean, wo sie am darauffolgenden Tag ein Tiefdruckgebiet erzeugte. Das System blieb unorganisiert, während es südlich des Golfs von Tehuantepec war. Danach baute das System langsam Konvektion in Zentrumsnähe auf, und die Zirkulation des Systems wurde deutlicher. So entstand um 00:00 UTC am 16. November das letzte tropische Tiefdruckgebiet der Saison. Doch mehrere Neuformierungen des Zentrums und das Eindringen trockener Luft stoppten trotz ansonsten günstiger Bedingungen die weitere Entwicklung. Die nachfolgende Abschwächung führte am 18. November um 12:00 UTC zur Auflösung des Tiefdruckgebietes.

## Sturmnamen
Tropische Wirbelstürme und Hurrikane, die sich 2019 im östlichen Pazifischen Ozean bildeten, wurden anhand der nachfolgenden Namensliste benannt. Diese Namen werden auch während der Pazifischen Hurrikansaison 2025 verwendet, wenn die World Meteorological Organization im Frühjahr 2020 keine Streichungen von der Liste der Namen tropischer Wirbelstürme vornimmt. Diese Liste ist dieselbe Liste, die 2013 verwendet wurde, mit Ausnahme des Namens Mario, der Manuel ersetzt hat.
Alvin, Barbara, Cosme, Dalila, Erick, Flossie, Gil, Henriette, Ivo, Juliette, Kiko, Lorena, Mario, Narda, Octave, Priscilla und Raymond
Nicht zur Anwendung kamen:
Sonia, Tico, Velma, Wallis, Xina, York und Zelda
Tropische Wirbelstürme und Hurrikane, die sich 2018 im zentralen Pazifischen Ozean bilden, erhalten Namen von einer gesonderten Namensliste. Diese werden allfällig vom Central Pacific Hurricane Center vergeben.
Akoni und Ema

## Saisonverlauf
Diese Tabelle gibt eine Übersicht aller tropischen Tiefdrucksystem im nordöstlichen Pazifischen Ozean. Sie nennt, Dauer, Namen, betroffene Landgebiete, Schadenssumme und Zahl der Opfer.
| Name             | Dauer                    | Spitzenklassifikation      | andauernde Windgeschwindigkeiten | Luftdruck | betroffene Gebiete                                             | Schäden (USD)  | Tote | Belege        |
| ---------------- | ------------------------ | -------------------------- | -------------------------------- | --------- | -------------------------------------------------------------- | -------------- | ---- | ------------- |
| Alvin            | 25.–29. Juni             | Kategorie 1                | 120 km/h                         | 992 hPa   | westliches Mexiko                                              | 0              | 0    |               |
| Barbara          | 30. Juni – 5. Juli       | Kategorie 4                | 250 km/h                         | 930 hPa   | Clipperton-Insel, Hawaii, Johnston-Atoll                       | 0              | 0    |               |
| Cosme            | 6.–7. Juli               | Tropischer Sturm           | 85 km/h                          | 1001 hPa  | keine                                                          | 0              | 0    |               |
| Vier-E           | 12.–13. Juli             | Tropisches Tiefdruckgebiet | 35 km/h                          | 1006 hPa  | keine                                                          | 0              | 0    |               |
| Dalila           | 22.–25. Juli             | Tropischer Sturm           | 75 km/h                          | 1004 hPa  | keine                                                          | 0              | 0    |               |
| Erick            | 27. Juli–4. August       | Kategorie 4                | 215 km/h                         | 952 hPa   | Hawaii                                                         | 0              | 0    |               |
| Flossie          | 28. Juli–5. August       | Kategorie 1                | 130 km/h                         | 992 hPa   | Hawaii                                                         | 0              | 0    |               |
| Gil              | 3.–4. August             | Tropischer Sturm           | 65 km/h                          | 1006 hPa  | keine                                                          | 0              | 0    |               |
| Henriette        | 12.–13. August           | Tropischer Sturm           | 75 km/h                          | 1003 hPa  | keine                                                          | 0              | 0    |               |
| Ivo              | 21.–25. August           | Tropischer Sturm           | 110 km/h                         | 990 hPa   | Clarión                                                        | 0              | 0    |               |
| Flossie          | 1.–7. September          | Kategorie 3                | 205 km/h                         | 953 hPa   | Südwest-Mexiko, Revillagigedo-Inseln, Niederkalifornien        | 0              | 0    |               |
| Akoni            | 4.–6. September          | Tropischer Sturm           | 75 km/h                          | 1003 hPa  | keine                                                          | 0              | 0    |               |
| Kiko             | 12.–24. September        | Kategorie 4                | 215 km/h                         | 950 hPa   | keine                                                          | 0              | 0    |               |
| Lorena           | 17.–22. September        | Kategorie 1                | 140 km/h                         | 985 hPa   | Sonora, Sinaloa, Jalisco, Colima, Michoacán, Niederkalifornien | 910.000        | 1    |               |
| Mario            | 17.–22. September        | Tropischer Sturm           | 110 km/h                         | 991 hPa   | Revillagigedo-Inseln, Niederkalifornien                        | 0              | 0    |               |
| Narda            | 29. September–1. Oktober | Tropischer Sturm           | 85 km/h                          | 997 hPa   | West-Mexiko, Niederkalifornien                                 | 15.200.000     | 6    | [ 44 ] [ 45 ] |
| Ema              | 12.–14. Oktober          | Tropischer Sturm           | 85 km/h                          | 1003 hPa  | Hawaii-Inseln, Papahānaumokuākea Marine National Monument      | 0              | 0    |               |
| Octave           | 12.–14. Oktober          | Tropischer Sturm           | 75 km/h                          | 1006 hPa  | keine                                                          | 0              | 0    |               |
| Priscilla        | 12.–14. Oktober          | Tropischer Sturm           | 75 km/h                          | 1003 hPa  | westliches Mexiko                                              | unbekannt      | 0    |               |
| Raymond          | 14.–17. November         | Tropischer Sturm           | 85 km/h                          | 1001 hPa  | Revillagigedo-Inseln, Niederkalifornien                        | unbekannt      | 0    |               |
| Einundzwanzig-E  | 16. bis 18. November     | Tiefdruckgebiet            | 55 km/h                          | 1006 hPa  | südwestl. Mexiko                                               | 0              | 0    |               |
| Saison insgesamt |                          |                            |                                  |           |                                                                |                |      |               |
| 21 Systeme       | 25. Juni–18. November    |                            | 250 km/h                         | 930 hPa   |                                                                | 16,1 Millionen | 7    |               |